# Lophognathellinae
Sous-famille
Les Lophognathellinae sont une sous-famille de collemboles de la famille des Onychiuridae.

## Liste des genres
Selon Checklist of the Collembola of the World (version du 2 octobre 2019) :
- Lophognathella Börner, 1908
- Ussuriaphorura Martynova, 1979

## Publication originale
- Stach, 1954 : The Apterygotan fauna of Poland in relation to the world-fauna of this group of insects, Family: Onchyiuridae. Polska Akademia Nauk, Instytut Zoologiczny, p. 1-219.